# Костенко, Николай Терентьевич
Николай Терентьевич Костенко (19.12.1930 — 31.07.1993) — механизатор колхоза «Заря» Егорлыкского района Ростовской области, полный кавалер ордена Трудовой Славы (1990).

## Биография
Родился 19 декабря 1930 года в станице Новороговская Мечётинского района Донского округа Северо-Кавказского края (ныне — Егорлыкского района Ростовской области). Русский.
Трудовую деятельность начал проходчиком на шахте имени В. И. Ленина в городе Новошахтинск (в 1954—1957 годах — Каменской) Ростовской области. С 1950 года работал трактористом в колхозе «Россия» Егорлыкского района Ростовской области.
В 1952—1955 годах проходил срочную службу в Советской Армии.
После увольнения в запас в 1955 году вернулся на родину. С этого времени работал в колхозе «Заря» Егорлыкского района. Первое время был помощником бригадира по механизации полеводческой бригады. По направлению колхоза в селе Средний Егорлык окончил курсы механизаторов. В 1962 году окончил 8 классов Ростовской областной заочной школы. В 1963 году вступил в КПСС.
С 1934 года работал трактористом в том же колхозе «Заря». Освоив тонкости профессии, продолжал повышать свой профессионализм. Вносил немало рационализаторских предложений. Его способ удлинения сеялок дал большой эффект. В 1970 году Николая Терентьевича назначили руководителем звена по откорму крупного рогатого звена.
Но со временем механизатор понял, что животноводство не его дело. Земля звала к себе, и он снова вернулся в полеводство, стал членом кукурузоводческого звена, а вскоре его возглавил. Из года в год повышал результаты в выращивании зерна подсолнечника и других культур. Активная жизненная позиция, трудолюбие и ответственность, глубокие знания и способность принимать серьёзные решения снискали механизатору 1-го класса Н. Т. Костенко авторитет и уважение среди земляков. В 1974 году звено Костенко при плане 1005 тонн было произведено 1944 тонн.
Указом Президиума Верховного Совета СССР от 14 февраля 1975 года за успехи, достигнутые во Всесоюзном социалистическом соревновании, и проявленную трудовую доблесть в выполнении народнохозяйственных планов и принятых обязательств по увеличению производства и продажи государству продуктов земледелия в 1974 году награждён орденом Трудовой Славы 3-й степени.
В 1975 году — новый трудовой рекорд: Н. Т. Костенко с напарником за три дня посеял 107 гектаров кукурузы. Механизаторы звена Костенко собрали с каждого гектара по 235 центнеров зелёной массы кукурузы, по 25,6 центнера маслосемян и по 20,3 центнера кукурузы на зерно. Вступая в десятую пятилетку (1976—1980), механизатора взяли повышенные социалистические обязательства: собрать по 52 центнера зерна кукурузы с каждого гектара, по 270 центнеров зелёной массы, по 20 центнеров маслосемян.
Указом Президиума Верховного Совета СССР от 23 декабря 1976 года за успехи, достигнутые во Всесоюзном социалистическом соревновании, проявленную трудовую доблесть в выполнении планов и социалистических обязательств по увеличению производства и продажи государству зерна и других сельскохозяйственных продуктов в 1976 году награждён орденом Трудовой Славы 2-й степени.
В 1985 году при неблагоприятных погодных условиях колхоз «Заря» благодаря высокой производительности звена Н. Т. Костенко получил самую высокую урожайность в районе — 18,3 центнера с гектара подсолнечника.
Указом Президиума Верховного Совета СССР от 29 августа 1986 года за успехи достигнутые в выполнении задании одиннадцатой пятилетки социалистических обязательств по производству и переработке сельскохозяйственной продукции, Костенко Николай Терентьевич награждён орденом Трудовой Славы 1-й степени. Стал полным кавалером ордена Трудовой Славы.
Жил в станице Новороговская Егорлыкского района Ростовской области. Умер 31 июля 1993 года.

## Награды
Награждён орденами Красного Знамени (08.04.1971), Трудовой Славы 1-й, 2-й, 3-й степеней: 3 ст. 14.02.1975 № 21493
2 ст. 23.12.1976 № 1327
1 ст. 29.08.1986 № 578
- медалями[1].

## Память
На аллее Героев Цимлы в городе Цимлянск Ростовской области 11.09.2009 А. Н. Боброву установлен бюст.